# 狄菲卢斯
狄菲卢斯（英語：Diphilus），（前342年—前291年）。古希腊新喜剧诗人之一，西诺普人，一生大部分时间生活在雅典，死于斯穆尔纳。他著有约一百部喜剧，已知剧名的有60部。他曾在雅典酒神节上（公元前318年后）三次获胜。

## 扩展阅读
- Ancient Library （页面存档备份，存于）
- 本条目包含来自公有领域出版物的文本: Chisholm, Hugh (编).  (第11版). London: Cambridge University Press. 1911.